# 阿纳尔多·梅萨
阿纳尔多·梅萨（西班牙語：Arnaldo Mesa，1967年12月6日—2012年12月17日），古巴男子拳击运动员。他曾代表古巴参加1996年夏季奥林匹克运动会拳击比赛，获得男子54公斤级银牌。他于2012年因心脏病去世。